# ケータイ刑事 THE MOVIE バベルの塔の秘密〜銭形姉妹への挑戦状

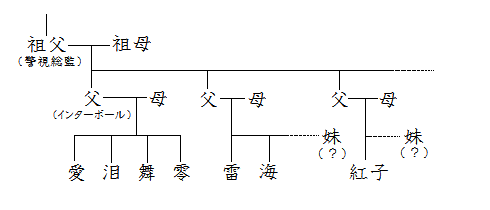
銭形家の家系図

『ケータイ刑事 THE MOVIE バベルの塔の秘密〜銭形姉妹への挑戦状』（ケータイでか ザ・ムービー バベルのとうのひみつ ぜにがたしまいへのちょうせんじょう）は、2002年よりBS-TBS（旧 BS-i）で放送されているテレビドラマシリーズ「ケータイ刑事 銭形シリーズ」の劇場版作品。2006年2月4日、池袋シネマサンシャイン他で公開。2007年12月31日にBS-TBSでBS初放送。

## 概要
- 警視総監を祖父に持つIQ180の10代の女の子が、携帯電話を武器に難事件を解決する刑事ドラマシリーズの劇場版作品。
- テレビシリーズでは、いずれも四姉妹のうち1人だけが登場したが、この劇場版で初めて、黒川芽以演じる次女・銭形泪（るい）、堀北真希演じる三女・銭形舞（まい）、夏帆演じる四女・銭形零（れい）の3人が一緒に登場した。ただし堀北は友情出演とクレジットされており、実質的な主役は黒川である。なお、長女・銭形愛（あい）役の宮崎あおいは出演していないが、この件に関してプロデューサーの丹羽多聞アンドリウは、「宮崎あおいちゃんは高校を卒業して、大人の女優へと成長したため」とコメントしている（劇中の冒頭シーンの紙芝居に登場する四姉妹の顔も、似顔絵とはいえ愛のみ黒く塗り潰されている）。ちなみに劇中のクライマックスで三姉妹が言う決め台詞「愛の光で闇を討つ…」はもともと銭形愛の決め台詞であり、事件の真相に愛が深く関わっているなど、長女という設定ゆえか、愛は四姉妹の中でも別格扱いになっている。
- 映画の中で、三姉妹は警視正から警視監に昇進している。
- 主題歌は、黒川芽以の「ヒコーキ雲」。
- 本作品では初めての試みがいくつかある。
  - 舞と零が初めて夏服で登場。
  - 舞は高村刑事と初コンビを組み、泪は高村刑事、五代刑事とトリオを組んだ。
  - 零の髪型がポニーテールである。
- 公開約1ヶ月前に、シリーズ第5作目『ケータイ刑事 銭形雷』のテレビ放送が開始されたが、基本的にはシリーズ第1作目『ケータイ刑事 銭形愛』から本作品までで一まとまりであり、『銭形雷』からは（四姉妹の従姉妹という設定上）主要なキャストが一新された。ちなみに劇中に銭形雷のことを暗示させるシーンが隠されている。
- 2006年2月4日、池袋シネマサンシャインにて公開初日舞台挨拶が行われた際、プロデューサーの丹羽多聞アンドリウの特別な計らいにより、本作品でケータイ刑事シリーズを卒業する黒川芽以と堀北真希へのサプライズ卒業式が行われた。この時、黒川芽以が感極まって涙を流すという一幕があった。この時、夏帆には皆勤賞が授与された。

## ストーリー
銭形家の長女・愛が何者かによって誘拐される。犯人は事態を悪化させたくなければ三つの事件を解決しろと残された三姉妹に要求。次女・泪、三女・舞、四女・零の3人は力を合わせて、三つの事件の解決と愛の救出に挑む。

## キャスト
- 銭形泪：黒川芽以
- 銭形舞：堀北真希（友情出演）
- 銭形零：夏帆
- 高村一平：草刈正雄（特別出演）
- 五代潤：山下真司
- 柴田太郎：金剛地武志
- 佐藤公安：佐藤二朗
- 渡邉睦月：矢部美穂
- 中尾美香子：宝積有香
- 安藤尋：半海一晃
- 林誠人：諏訪太郎
- 警視庁アナウンス部 小林麻耶：小林麻耶
- 鈴木浩介：山中聡
- 日本橋仙太：並樹史朗
- 遠藤浩二：合田雅吏
- 平野俊一：田中要次
- そば屋の客：水野晴郎
- 謎の紙芝居屋：林和義
- 難波一弘：宍戸錠
- 謎の中国人：緋田康人

## スタッフ
- プロデューサー：丹羽多聞アンドリウ
- 監督：佐々木浩久
- 脚本：林誠人
- 主題歌：ヒコーキ雲（歌：黒川芽以）

## 公式グッズ
- ケータイ刑事 THE MOVIE バベルの塔の秘密 銭形姉妹への挑戦状 オフィシャル・ガイドブック（2006年1月19日発売）
- ヒコーキ雲（本作品の主題歌。歌：黒川芽以、2006年2月1日発売）
- ケータイ刑事 THE MOVIE バベルの塔の秘密 銭形姉妹への挑戦状+TVシリーズ オリジナル・サウンドトラック（2006年2月1日発売）
- ケータイ刑事 THE MOVIE バベルの塔の秘密 銭形姉妹への挑戦状 DVD（2006年8月25日発売）
- ケータイ刑事 THE MOVIE バベルの塔の秘密 銭形姉妹への挑戦状 HD DVD（2006年8月25日発売）